# 轻鳄龙属
輕鱷龍屬（學名：Laevisuchus）是阿貝力龍超科恐龍的一屬。牠們的化石發現於印度中央邦的拉米塔組（Lameta Formation），地質年代為上白堊紀麥斯特裡希特階，由古生物學家弗雷德里克·馮·休尼（Friedrich von Huene）及查爾斯·馬特里（Charles Alfred Matley）在1933年描述、命名。輕鱷龍的模式種是印度輕鱷龍（L. indicus），屬名是由拉丁文的「輕的」（laevis）與希臘文的鱷魚（Soukhos）所構成；種名則是以印度為名。
化石包括有3節頸椎、1節背椎，類似小獵龍。但休尼等人命名時，並沒有選定正模標本，後來也沒有選定選模標本。目前除了一節頸椎（編號GSI K27/696）以外，其他化石都已遺失。在2012年，找回其中一個化石（編號GSI K20/613）。
輕鱷龍是種小型、二足、肉食性恐龍。在1998年，大衛·蘭伯特（David Lambert）估計輕鱷龍的身長約有2公尺長，0.9公尺高，體重約30公斤重。
輕鱷龍最初被休尼分類在虛骨龍類的虛骨龍科，但最近的研究發現牠們是屬於阿貝力龍超科，或是西北阿根廷龍科。

## 外部連結
- 恐龍名稱翻譯及拼音
- DinoRuss （页面存档备份，存于）
- 角鼻龍下目列表：福左輕鱷龍
- Dinosaurier-Info